# Haryana
Haryana (hindi: हरियाणा) je indijska savezna država smještena na sjeveru zemlje, u regiji Punjab. Haryana graniči sa saveznim državama Punjab i Himachal Pradesh na sjeveru, Rajasthan na zapadu i jugu, na istoku granicu sa saveznim državama Uttarakhand i Uttar Pradesh određuje rijeka Yamuna. Država ima 24.399.000 stanovnika (2008.) i prostire se na 44.212 km2. Glavni grad države je Chandigarh.